# Gabriele Lolli
Gabriele Lolli (Camagna Monferrato, 31 dicembre 1942 – Torino, 13 gennaio 2025) è stato un matematico e logico italiano.

## Biografia
Dopo la laurea in matematica, conseguita presso l'Università di Torino alla fine del 1965, si dedicò agli studi di logica sotto la guida di Ettore Casari e Ludovico Geymonat. Vinse poi una borsa di studio per l'Università di Yale, dove si specializzò in logica sotto la supervisione di Abraham Robinson.
Rientrato in Italia, dopo vari incarichi di insegnamento in diverse facoltà, sia presso il Politecnico di Torino, sia nelle Università di Salerno e di Genova, conseguì l'ordinariato in logica matematica presso l'Università di Torino, dove insegnerà fino al 2008, quando passò alla Scuola Normale Superiore di Pisa quale ordinario di filosofia della matematica, fino al pensionamento, nel 2014.
Si occupò soprattutto di teoria della dimostrazione, di teoria degli insiemi e delle possibili applicazioni della logica, per poi dedicarsi prevalentemente ai fondamenti ed alla storia della matematica, nonché all'epistemologia della matematica. 
Socio dell'Accademia delle Scienze di Torino dal 1986, fu uno dei maggiori esperti di logica e di filosofia della matematica.

## Opere principali
- Teoria assiomatica degli insiemi. Insiemi costruibili e modelli Booleani, Boringhieri, Torino, 1974
- Categorie, universi e princìpi di riflessione, Boringhieri, Torino, 1977
- Lezioni di logica matematica, Boringhieri, Torino, 1978
- Le ragioni fisiche e le dimostrazioni matematiche, il Mulino, Bologna, 1985
- Introduzione alla logica formale, il Mulino, Bologna, 1991
- Incompletezza. Saggio su Kurt Gödel, il Mulino, Bologna, 1992
- Dagli insiemi ai numeri, Bollati Boringhieri, Torino, 1994
- Capire la matematica, il Mulino, Bologna, 1996
- Il riso di Talete - Matematica e umorismo, Bollati Boringhieri, Torino, 1998
- Beffe, scienziati e stregoni. La scienza oltre realismo e relativismo, il Mulino, Bologna, 1998
- La crisalide e la farfalla - Donne e matematica, Bollati Boringhieri, Torino, 2000
- Filosofia della matematica - L'eredità del Novecento, il Mulino, Bologna, 2002
- Da Euclide a Gödel, il Mulino, Bologna, 2004
- QED - Fenomenologia della dimostrazione, Bollati Boringhieri, Torino, 2005
- Sotto il segno di Gödel, il Mulino, Bologna, 2007
- La complessità di Gödel, Atti del Convegno di Torino, aprile 2006 (a cura di G. Lolli e U. Pagallo), Giappichelli, Torino, 2008
- Guida alla teoria degli insiemi, Springer Italia, Milano, 2008
- La guerra dei trent'anni (1900-1930). Da Hilbert a Gödel, ETS, Pisa, 2011
- Discorso sulla matematica. Una rilettura delle Lezioni americane di Italo Calvino, Bollati Boringhieri, Torino, 2011
- Nascita di un'idea matematica, Scuola Normale Superiore, Pisa, 2013
- Se viceversa. Trenta pezzi facili e meno facili di matematica, Bollati Boringhieri, Torino, 2014
- Numeri. La creazione continua della matematica, Bollati Boringhieri, Torino, 2015, ISBN 978-88-339-2605-6
- Tavoli, sedie, boccali di birra. David Hilbert e la matematica del Novecento, Raffaello Cortina, Milano, 2016, ISBN 978-88-6030-815-3
- Ambiguità, il Mulino, Bologna, 2017, ISBN 978-88-15-27043-6
- Matematica come narrazione, il Mulino, Bologna, 2018, ISBN 978-88-15-27422-9
- Il fascino discreto della matematica. Calvino, l'Oulipo e Bourbaki, ETS, Pisa, 2020
- Matematica in movimento. Come cambiano le dimostrazioni, Bollati Boringhieri, Torino, 2022
- La creatività in matematica, Bollati Boringhieri, Torino, 2024